# Гедвига Элеонора Шлезвиг-Гольштейн-Готторпская
Гедвига Элеонора Шлезвиг-Гольштейн-Готторпская (нем. Hedwig Eleonora von Schleswig-Holstein-Gottorf; 23 октября 1636, Готторп — 24 ноября 1715, Стокгольм) — принцесса Гольштейн-Готторпская, жена короля Швеции Карла X Густава.

## Биография
Гедвига Элеонора Шлезвиг-Гольштейн-Готторпская — дочь герцога Фридриха III Шлезвиг-Гольштейн-Готторпского и его супруги Марии Елизаветы Саксонской.
24 октября 1654 года Гедвига Элеонора вышла замуж за короля Швеции Карла X Густава. Свадьба состоялась в Стокгольмском дворце. Карл собирался жениться на своей кузине, королеве Кристине, но та принципиально отказалась от замужества и оставалась незамужней всю свою жизнь. После её отречения 6 июня 1654 года на шведский трон взошёл Карл. Брак между Карлом и Гедвигой Элеонорой преследовал исключительно политические причины, объединив двух злейших врагов Дании, и имел серьёзные последствия для Северной Европы.
В 1655 году Гедвига Элеонора родила своего единственного ребёнка, будущего короля Швеции Карла XI, взошедшего на престол в 1660 году. После смерти супруга Гедвига Элеонора прожила ещё 55 лет вдовствующей королевой. Она до самой своей смерти оставалась заметной фигурой в шведской политике и обществе. Гедвига Элеонора выступала опекуном своего сына и внука, короля Карла XII.
Гедвига Элеонора отличалась тонким вкусом, она интересовалась искусством, в особенности живописью и архитектурой. Под её руководством был возведён дворец Дроттнингхольм, резиденция королей Швеции. Политике она уделяла меньше внимания и не играла решающей роли в регентстве. Тем не менее, она обладала коммуникабельностью и сильной волей. В периоды долгого отсутствия супруга, вызванного войной, она принимала на себя церемониальные обязанности. До самой своей смерти она подчёркивала свою роль хозяйки и первой леди Швеции. Имя Гедвиги Элеоноры носят несколько церквей.
Гедвига Элеонора намеренно отодвигала в тень свою датскую сноху королеву Ульрику. Её сын Карл XI в течение всей жизни сохранял близкие отношения со своей матерью, которая оказывала на него сильное влияние. Антидатская политика Карла XI отчасти обусловлена влиянием Гедвиги Элеоноры.
В честь королевы получила своё название Церковь Гедвиги Элеоноры в Стокгольме.